# Diana Fowley
Diana Fowley è un personaggio della serie televisiva X-Files, interpretata dall'attrice statunitense Mimi Rogers.
Ex-fidanzata di Fox Mulder, lavorò con lui alla riapertura degli X-Files.
In seguito viene trasferita e riappare nella sesta stagione della serie al fianco di Jeffrey Spender.
L'ultima apparizione è nella settima stagione, quando, dopo aver aiutato l'Uomo che fuma a rapire Mulder, aiuta Dana Scully a salvarlo. Tuttavia questo suo comportamento le costa la vita.